# خانه‌های بریم شماره ۲۱۳
خانه‌های بریم شماره ۲۱۳ مربوط به دوره پهلوی دوم است و در شهرستان آبادان، بخش مرکزی، منطقه مسکونی بریم، پلاک ۲۱۳ واقع شده و این اثر در تاریخ ۶ اسفند ۱۳۸۵ با شمارهٔ ثبت ۱۷۳۹۹ به‌عنوان یکی از آثار ملی ایران به ثبت رسیده است.